# Sally Phipps
Pour l’article homonyme, voir Phipps.
Sally Phipps, née Nellie Bernice Bogdon le 25 mai 1911 et morte le 17 mars 1978, est une actrice américaine pendant la période du cinéma muet. Promue une des WAMPAS Baby Stars de la saison 1927 à l'âge de quinze ans, elle terminera sa carrière cinématographique en 1931 à l'âge de vingt ans et quittera les planches des théâtres de Broadway à New York en 1935, à l'âge de 24 ans,. Devenue une célèbre pin-up, voyageant un temps, à travers le monde avec une troupe de théâtre de Broadway, elle reviendra vivre à Manhattan, travaillant comme secrétaire. Elle y décède d'un cancer en 1978.

## Biographie
Née Nellie Bernice Bogdon en 1911 à Oakland, Sally est le premier enfant d'une famille d'artistes. Sa mère, Edithe Lane, commerciale dans le milieu artistique, exerce ses talents dans le monde de la photographie dans lequel elle utilise les techniques de colorisation des photographies. Son père, Albert E. Bogdon musicien, compositeur et comédien de vaudeville, est un magicien professionnel qui deviendra avocat. Le frère de Sally, nommé Lane naît en 1913 alors qu'à l'âge de trois ans, elle est déjà la gagnante de plusieurs Concours du Plus Beau Bébé. La Fox Film Corporation, à l’affût d'une telle occasion, s'empresse en 1915, de la faire signer pour plusieurs films. Lors de la séparation de ses parents, elle est confiée à Nellie Lane, sa grand-mère maternelle. Coachée le temps des tournages, par les parents de la famille Sawyer qui travaillent à la Fox, elle apparaît ainsi, sous le nom de Bernice Sawyer, dans le film Broncho Billy And The Baby, tourné à la fin de 1914, dans les Studios d'Essanay à Niles en Californie, où elle rencontre Charlie Chaplin qui la faisait s’asseoir sur ses genoux,,. Elle enchaînera deux autres westerns aux côtés du personnage fictif de Broncho Billy, joué par Gilbert M. Anderson en 1915, The Western Way et The Outlaw's Awakening. Mais un accident de diligence lors d'un tournage blesse Sally, nécessitant deux mois de convalescence, mettant fin à la carrière d'enfant-artiste et la renvoie chez sa grand-mère. En 1922, sa mère épouse Arthur Beutler et reprend l'éducation de ses enfants. La famille déménage en 1924 à Los Angeles.
En 1926 Frank Borzage, un des réalisateurs de la Fox, lui fait passer quelques bouts d'essais concluants.
L'adolescente, alors étudiante pour devenir avocate comme son père, signe, à l'âge de quinze ans, un contrat de travail avec Sol M. Wurtzel, le secrétaire personnel de William Fox qui lui attribue son nom de scène Sally Phipps,. Son contrat stipulait qu'elle était liée aux Studios de la Fox pour une période de cinq ans. Son cachet, au début, serait de 125 US dollars par semaine, s'élevant jusqu'à 600 US dollars par semaine les 6 derniers mois avant l'expiration de son contrat. Actrice vedette de la Fox jusqu'en 1929, elle apparaît dans plus d'une vingtaine de films dont un caméo dans le classique Sunrise de Friedrich. W. Murnau, et des rôles de garçonne avec Nick Stuart. Son attrait auprès des photographes l'amène à gérer une carrière dans le mannequinat parallèlement à sa carrière cinématographique,. Elle tourne Light Wines And Bearded Ladies en 1926, puis Girls et  Gentlemen Prefer Scotch lors duquel elle apprend le meurtre de son père alors sénateur du Colorado. La Fox lui offre son premier rôle important dans Bertha, the Sewing Machine Girl. L'année suivante, elle fait partie des treize jeunes et talentueux espoirs féminins de la Wampas. Son premier rôle de vedette important est le personnage dans Love Makes 'Em Wild de 1927. Une critique cinématographique, parue dans le journal Appleton Post-Crescent du 4 mai, salue sa performance d'actrice pour son interprétation..

« Mademoiselle Phipps est une des plus charmantes actrices que nous avons eu le privilège de voir souvent. Elle a une personnalité très individuelle pour dire le moins. Elle a le don de flirter avec élégance, un couteau d'argent entre les doigts, comme le ferait une actrice dotée de plus de vécu. »

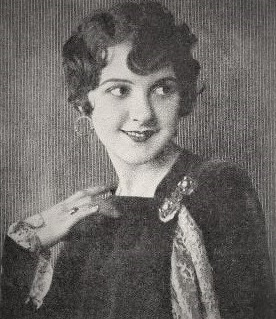
photo de 1927

Pendant cette période, Phipps enrichissait son expérience au sein d'une très populaire Université de Héros aux côtés d'acteurs masculins chevronnés de la Fox. Elle aussi était devenue, chez les femmes, l'actrice emblématique de la Fox, en 1928, jouant les premiers rôles féminins dans Why Sailors Go Wrong,the News Parade aux côtés des vedettes masculines comme Nick Stuart, puis dans None but the Brave avec Charles Morton. The News Parade raconte la vie d'un cameraman de la Fox New qui suit un millionnaire fuyant les caméras et sa fille sur plusieurs lieux de vacances. Il les sauve tous les deux d'un projet de kidnapping dont ils étaient l'objet. En récompense, le cameraman obtient le reportage filmé qu'il souhaitait. Le film fut tourné dans la ville de New York, au Lac Placid dans l’État de New York, à Palm Beach en Floride et à La Havane à Cuba. Pendant le tournage avec Morton, elle contracte une maladie des yeux occasionnée par les puissants éclairages des plateaux qui l'éloigne de sa carrière pendant neuf mois, laissant la place de starlette à l'actrice Sue Carol.
Sa dernière apparition pour la Fox est son premier film parlant Where Men Are Men en 1931, utilisant le procédé technique du Vitaphone nécessitant deux bobines, aux côtés de Clark et McCullough dans lequel elle joue Nancy Carter, une vampire à l’époque du western.
La fin de son contrat avec la Fox lui offre l'occasion de concrétiser un de ses rêves d'enfant qui est de faire du théâtre. De 1930 à 1931, après avoir quitté Hollywood, elle joue au théâtre, des pièces à succès de George S. Kaufman et de Moss Hart dont un rôle en or dans une comédie satirique hollywoodienne nommée Once In A Lifetime dans laquelle elle excelle, interprétant le rôle de la percutante ingénue, Susan Walker, et ce, durant 406 représentations,.
En 1935, elle joua encore une ingénue nommée Lurleen Marlowe dans une autre comédie de Broadway, Knock On Wood, par Allen Rivkin.

## Vie personnelle

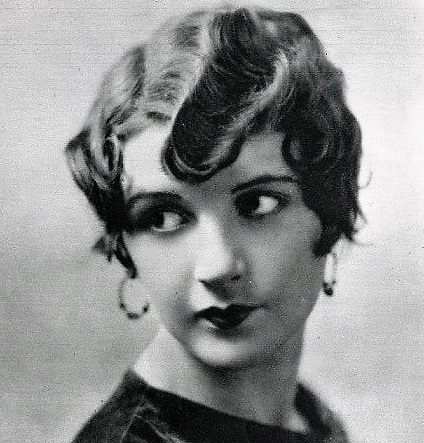
photo de 1928

En 1931, elle épouse Benedict Gimbel Jr., l’héritier des grandes surfaces et petit-fils de Adam Gimbel. Ils emménagent à Philadelphie mais divorcent en 1935. Ayant refusé toute pension alimentaire, elle intègre une troupe de théâtre de Broadway qui au travers d'un projet fédéral artistique de la WPA en 1938, lui permet de parcourir le monde,. Elle part ensuite vivre une année en Inde, étudier les religions asiatiques. Lors d'une formation, elle fait la rencontre d'Alfred Marion Harned qu'elle épouse en 1941. Une fille Maryanna en 1942 puis un fils Robert en 1944 naîtront de cette union,. La famille déménage à Hawaï mais Sally, en pleine dépression nerveuse, s'enfuit et quitte sa famille soudainement en 1950. Le couple divorce en 1956. Après une coupure de 17 ans - même si Sally a toujours donné de ses nouvelles -, Robert, demeurant sur la côte Est américaine, renoue avec sa mère et apprend qu'elle est revenue vivre à Manhattan, travailler comme secrétaire pour 25 dollars par semaine. Lors d'une interview, Robert pense qu'il est fort probable que Sally ait reconduit ce qu'elle a elle-même vécu lorsqu'entre trois et onze ans, elle est abandonnée par sa mère, aux bons soins de sa grand-mère Nellie, une femme forte que Sally adorait, véritable meneuse qui conduisait dès 1911 sa propre automobile.
Peu de temps avant son décès, elle reçoit en 1978, le prix Rosemary en hommage à sa carrière artistique. 
Sally Phipps décède d'un cancer, à Brooklyn, à New York, le 17 mars 1978, à l'âge de 66 ans.

## Filmographie partielle
- 1915 : Broncho Billy And The Baby de Gilbert M. Anderson
- 1915 : The Western Way  de Gilbert M. Anderson
- 1915 : The Outlaw's Awakening de Gilbert M. Anderson
- 1924 : Big Business  de Robert F. McGowan
- 1926 : Bertha, the Sewing Machine Girl de Irving Cummings
- 1926 : Light Wines And Bearded Ladies de Jules White
- 1926 : Born to the West  de John Waters
- 1927 : Girls, film muet réalisé par George Marshall
- 1927 : Sunrise, interprétation d'un caméo dans ce film muet réalisé par Friedrich Wilhelm Murnau
- 1927 : Si nos maris s'amusent (The Cradle Snatchers) de Howard Hawks
- 1927 : High School Hero (en) de David Butler
- 1927 : Mum's the Word  de Hal Roach
- 1927 : Cupid and the Clock de Eugene Forde
- 1927 : The Kangaroo Detective  de Jules White
- 1927 : A Midsummer Night’s Steam  de Mark Sandrich
- 1927 : Gentlemen Prefer Scotch  de George Marshall
- 1927 : Love Makes 'Em Wild de Albert Ray
- 1928 : Why Sailors Go Wrong  de Henry Lehrman
- 1928 : The News Parade  de David Butler
- 1928 : Hold your Hat  de Billy West
- 1928 : None but the Brave de Albert Ray
- 1929 : Joy Street de Raymond Cannon
- 1929 : One Woman Idea de Berthold Viertel
- 1929 : Detectives Wanted de Norman Taurog
- 1931 : Where Men Are Men, film Parlant, procédé d'enregistrement Vitaphone de Alfred J. Goulding

## Pièces de théâtre - carrière partielle
- 1930 : Once in a Lifetime
- 1935 : Knock On Wood

### Sources
- (en) Sally Phipps profile, Virtual-History.com; accessed 10 November 2014.
- (en) « "Sally Phipps" », 2017 (consulté le 18 janvier)
- (en) « "BDD" », 2017 (consulté le 21 janvier)
- (en) « "Biographie de Sally Phipps" », 6 février 2016 (consulté le 21 janvier)